# Dragaljevac Gornji
Dragaljevac Gornji je naselje v občini Bijeljina, Bosna in Hercegovina. 

## Deli naselja
Dragaljevac Gornji, Kojić Mahala, Krušik Mahala, Kulić Mahala, Mitrović Mahala, Njemić Mahala in Pantić Mahala.

## Prebivalstvo
| Pregled števila prebivalcev po letih | Pregled števila prebivalcev po letih | Pregled števila prebivalcev po letih | Pregled števila prebivalcev po letih | Pregled števila prebivalcev po letih | Pregled števila prebivalcev po letih |
| ------------------------------------ | ------------------------------------ | ------------------------------------ | ------------------------------------ | ------------------------------------ | ------------------------------------ |
| 1948                                 | 1953                                 | 1961                                 | 1971                                 | 1981                                 | 1991                                 |
| -                                    | -                                    | -                                    | 716                                  | 651                                  | 603                                  |

| Narodna sestava prebivalstva po letih                                                                                       | Narodna sestava prebivalstva po letih                                                                                        | Narodna sestava prebivalstva po letih                                                                                       |
| --- | --- | --- |
| 1971 | 1981 | 1991 |
| . skupaj: 716 Srbi 703 (98,18 %) Hrvati 0 (0,00 %) Muslimani 0 (0,00 %) Jugoslovani 0 (0,00 %) drugi in neznano 13 (1,81 %) | . skupaj: 651 Srbi 586 (90,01 %) Hrvati 2 (0,30 %) Muslimani 0 (0,00 %) Jugoslovani 28 (4,30 %) drugi in neznano 35 (5,37 %) | . skupaj: 603 Srbi 577 (95,68 %) Hrvati 0 (0,00 %) Muslimani 0 (0,00 %) Jugoslovani 19 (3,15 %) drugi in neznano 7 (1,16 %) |